# Oligonychus litchii
Oligonychus litchii är en spindeldjursart som beskrevs av Lo och Ho 1989. Oligonychus litchii ingår i släktet Oligonychus och familjen Tetranychidae. Inga underarter finns listade i Catalogue of Life.